# Ernest Holmes
Ernest Shurtleff Holmes (Lincoln, 21 gennaio 1887 – Los Angeles, 7 aprile 1960) è stato un pastore della Chiesa di Scienza Divina e il fondatore della Chiesa di Scienza Religiosa.

## Biografia
Ernest Holmes nasce nel 1887 in una piccola fattoria del Maine, ultimo di nove figli. Già durante l'adolescenza coltiva un interesse nei confronti delle questioni spirituali e metafisiche. A 18 anni lascia la scuola e si trasferisce a Boston, dove lavora in una drogheria coltivando al contempo i suoi studi personali e rimanendo colpito dalla filosofia di Ralph Waldo Emerson. Si avvicina inizialmente alla Chiesa scientista e al pensiero di Mary Baker Eddy, ma abbandona questo interesse quando scopre gli insegnamenti di Phineas Quimby e degli altri esponenti del New Thought. A 25 anni si trasferisce a Venice, in California, dove proseguendo le sue letture approda ai libri di Thomas Troward. In California, quasi casualmente, inizia la sua attività di predicatore iniziando a parlare del pensiero di Troward a piccoli gruppi e suscitando un crescente interesse. In seguito viene ordinato ministro del culto in seno alla Chiesa di Scienza Divina.
Nel 1919 pubblica il suo primo libro, "Creative Mind", seguito in breve tempo da "Creative Mind and Success". Nel 1922 viene pubblicato per la prima volta "The Science of Mind", che diventerà il testo  fondamentale di Scienza Religiosa, e che sarà tradotto in seguito anche in francese, tedesco e giapponese. A questo punto i suoi discepoli iniziano a premere perché egli fondi un'organizzazione indipendente: dopo un rifiuto iniziale nel 1927 vede la luce l'Insitute for Religious Science and School of Philosophy, primo nucleo di quella che nel 1953 prenderà il nome la Chiesa di Scienza Religiosa.
Lo stesso anno sposa a Los Angeles Hazel Durkee Foster, che viene a mancare nel 1957.
Muore nel 1960.